# Vänesjön
Vänesjön är en sjö i Borås kommun i Västergötland och ingår i Viskans huvudavrinningsområde. Sjön är 10 meter djup, har en yta på 0,01 kvadratkilometer och befinner sig 157 meter över havet.